# Neptis binghami
Neptis binghami är en fjärilsart som beskrevs av Hans Fruhstorfer 1905. Neptis binghami ingår i släktet Neptis och familjen praktfjärilar. Inga underarter finns listade i Catalogue of Life.